# Sanctuaire Notre-Dame de Trsat
Pour les articles homonymes, voir Basilique Notre-Dame et Notre-Dame.

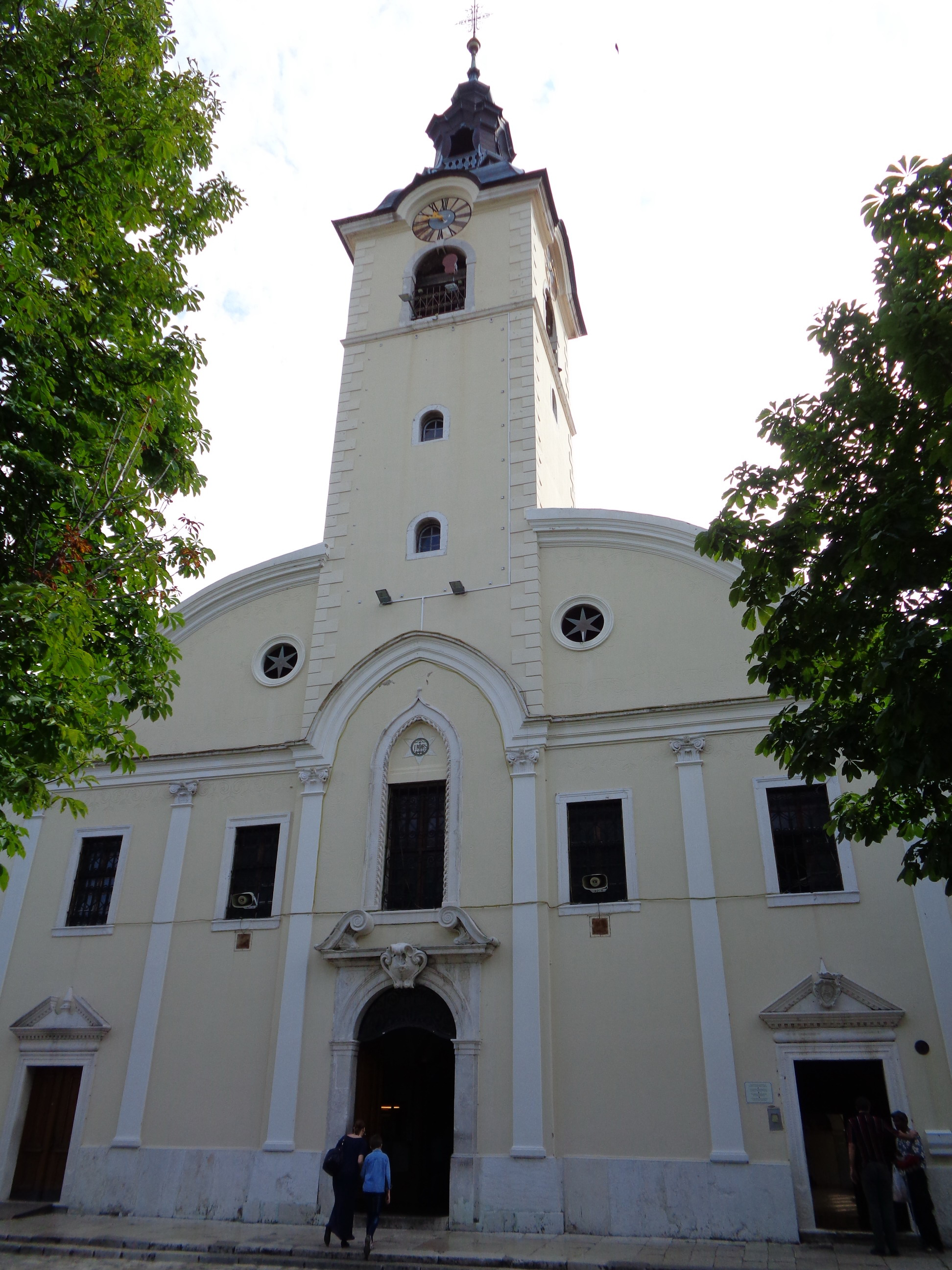
Façade de l'église Notre-Dame de Trsat.

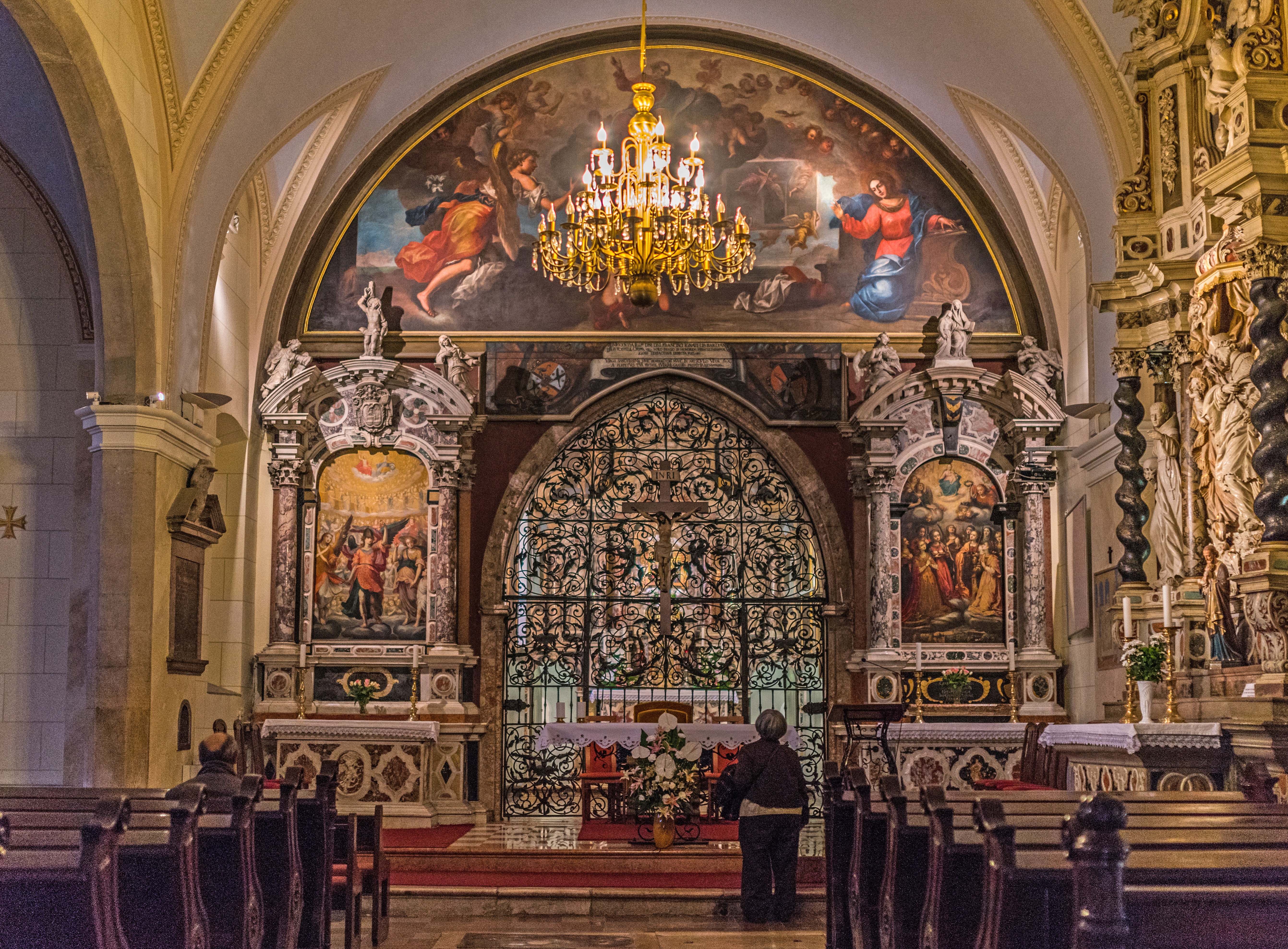
Intérieur de Notre-Dame de Trsat.

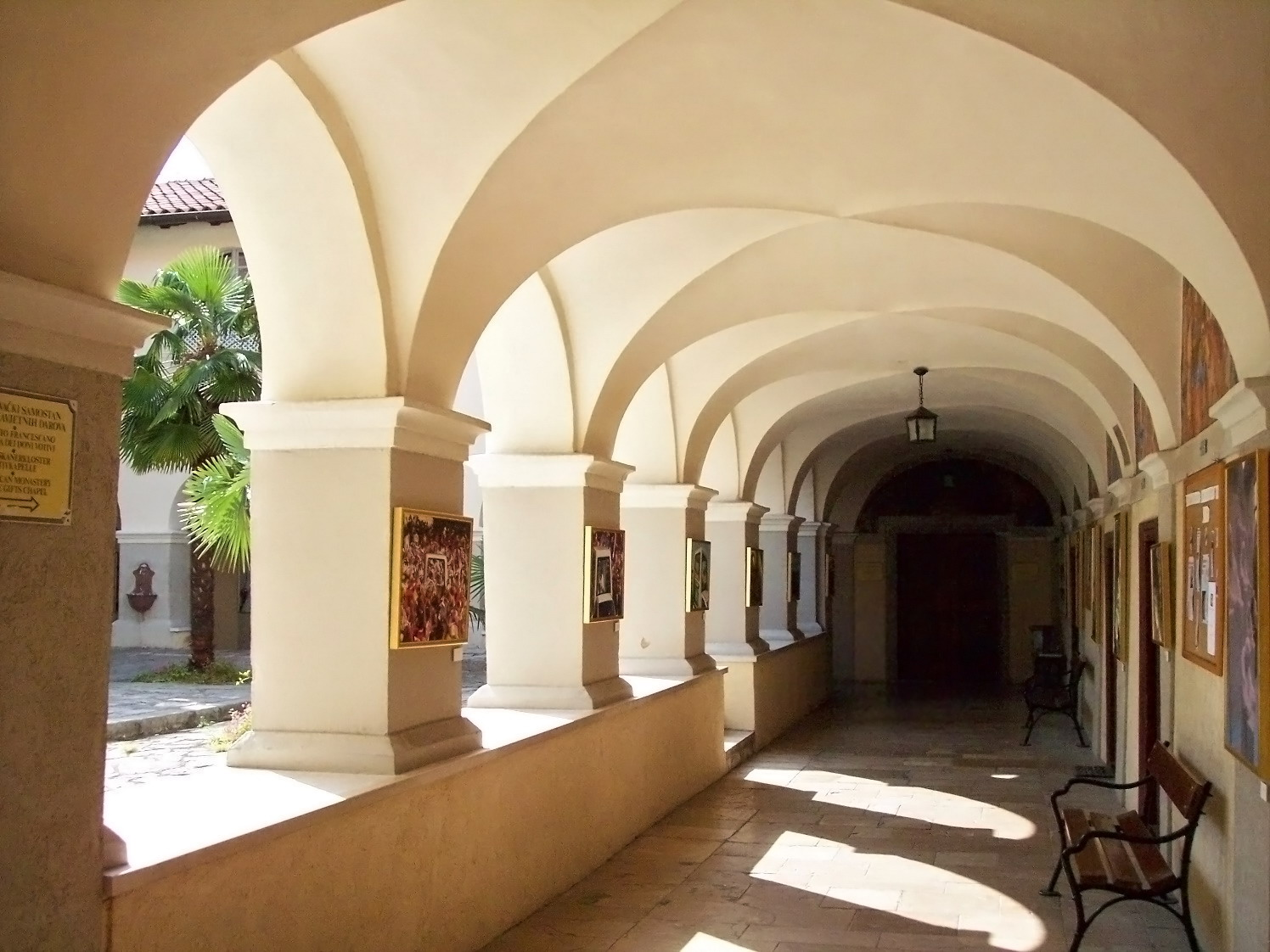
Cloître du monastère franciscain.

Le sanctuaire Notre-Dame de Trsat (croate : Gospa Trsatska ou Trsatska Sveta Kuća) est le plus ancien sanctuaire dédié à la Vierge Marie en Croatie. Situé sur un terrain plat au sommet de la colline de Trsat, un quartier de la ville de Rijeka, il est visité chaque jour par de nombreux pèlerins croates et étrangers.

## Trsat un sanctuaire familial
Le sanctuaire est célèbre pour ses nombreuses concessions  ainsi que pour les pèlerinages effectués par de nombreux croyants tout au long de l'année, notamment à l'occasion de la fête de l'Assomption de Marie. Le sanctuaire comprend l'église de la Bienheureuse-Vierge-Marie de Trsat (ou sanctuaire Notre-Dame de Trsat), la chapelle des ex-voto, le monastère franciscain avec son cloître, le thésaurus , la chapelle des dons du serment, le parc de Marie, le centre pastoral du pape Jean-Paul II et la résidence des gardiens du Sanctuaire.
La tradition du sanctuaire veut que chacun de ses visiteurs se connecte à Notre-Dame de Trsat, et plus particulièrement les pèlerins, avec la Sainte Famille de Nazareth, Jésus, Marie et Joseph, considérée par l'église catholique comme un idéal pour toutes les familles chrétiennes, en raison de leur dévotion à Dieu et de leur amour mutuel. Les évêques de la province ecclésiale de Rijeka sont particulièrement concernés par l'accompagnement spirituel des familles, faisant ainsi de Trsat un sanctuaire familial.
La plupart des familles vivant sur les îles de la côte croate mentionnent le sanctuaire de Notre-Dame de Trsat au sein de leur foyer, expérimentant ainsi dans leur vie quotidienne la proximité avec Dieu à travers la proximité avec Marie (car elle est proche à la fois de Dieu et des Hommes). Comme Marie aide les Hommes à être proches de Dieu à travers elle, ses sanctuaires sont des lieux où Dieu est proche et où la proximité de Dieu se manifeste. Ainsi, dans tous les sanctuaires de Marie, comme à Trsat, les pèlerins expérimentent une prise de conscience que Dieu est avec eux, qu'il dirige leur histoire et leur vie, Dieu étant le support de tout ce qui arrive, son peuple se sentant en sécurité en Lui.

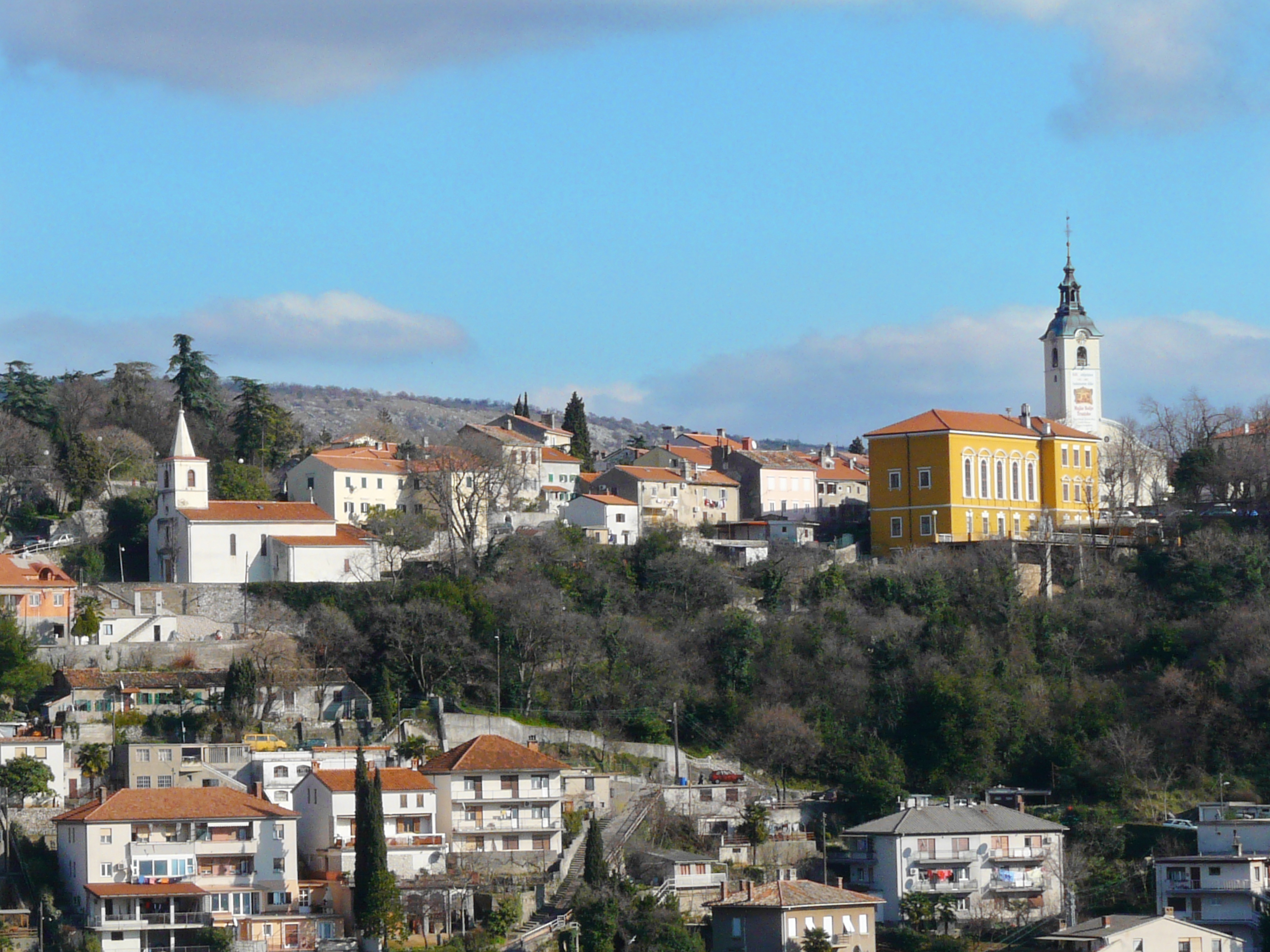
Le Sanctuaire vu depuis la montagne derrière Rijeka.
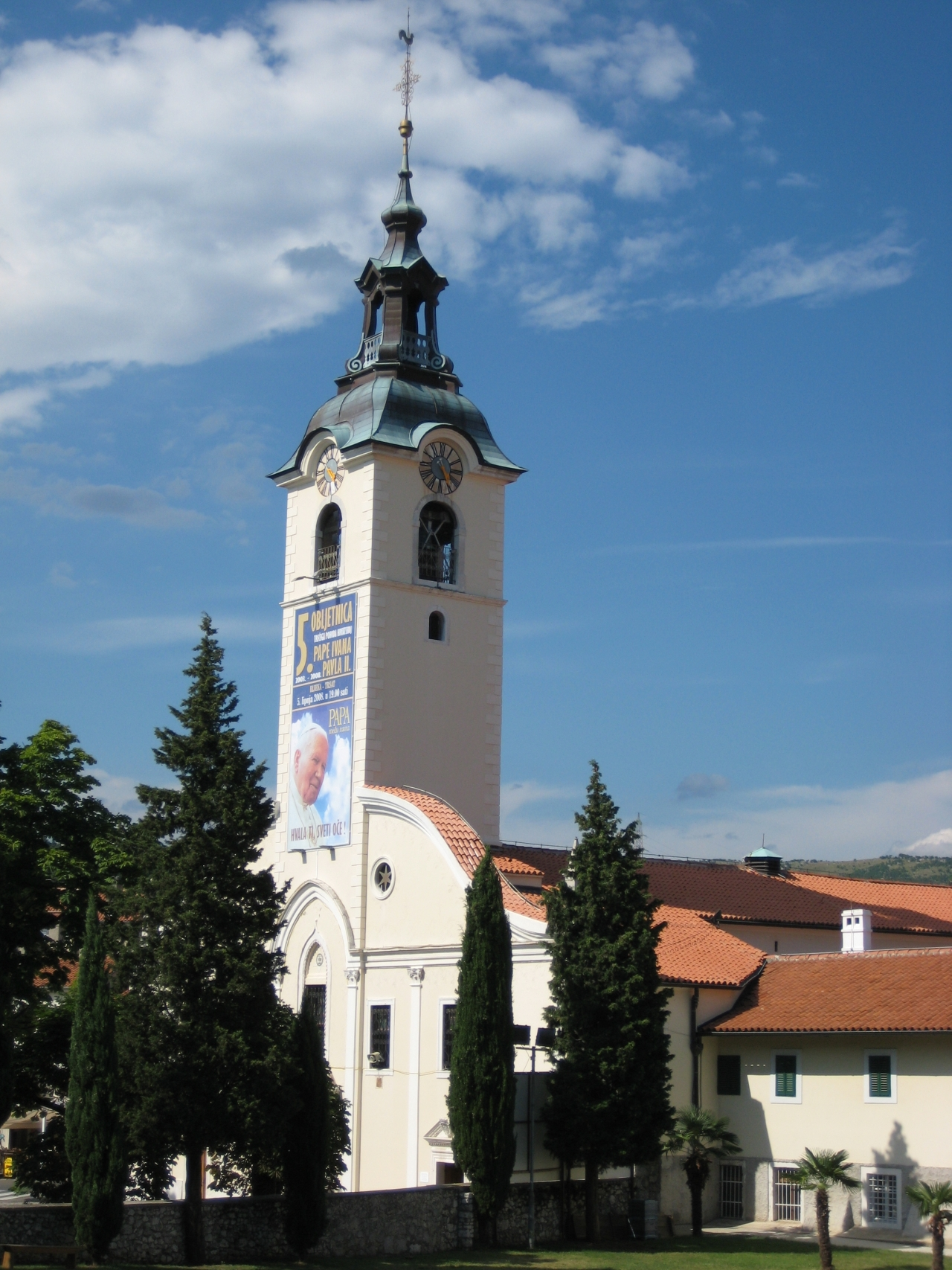
Clocher de l'église Notre-Dame.
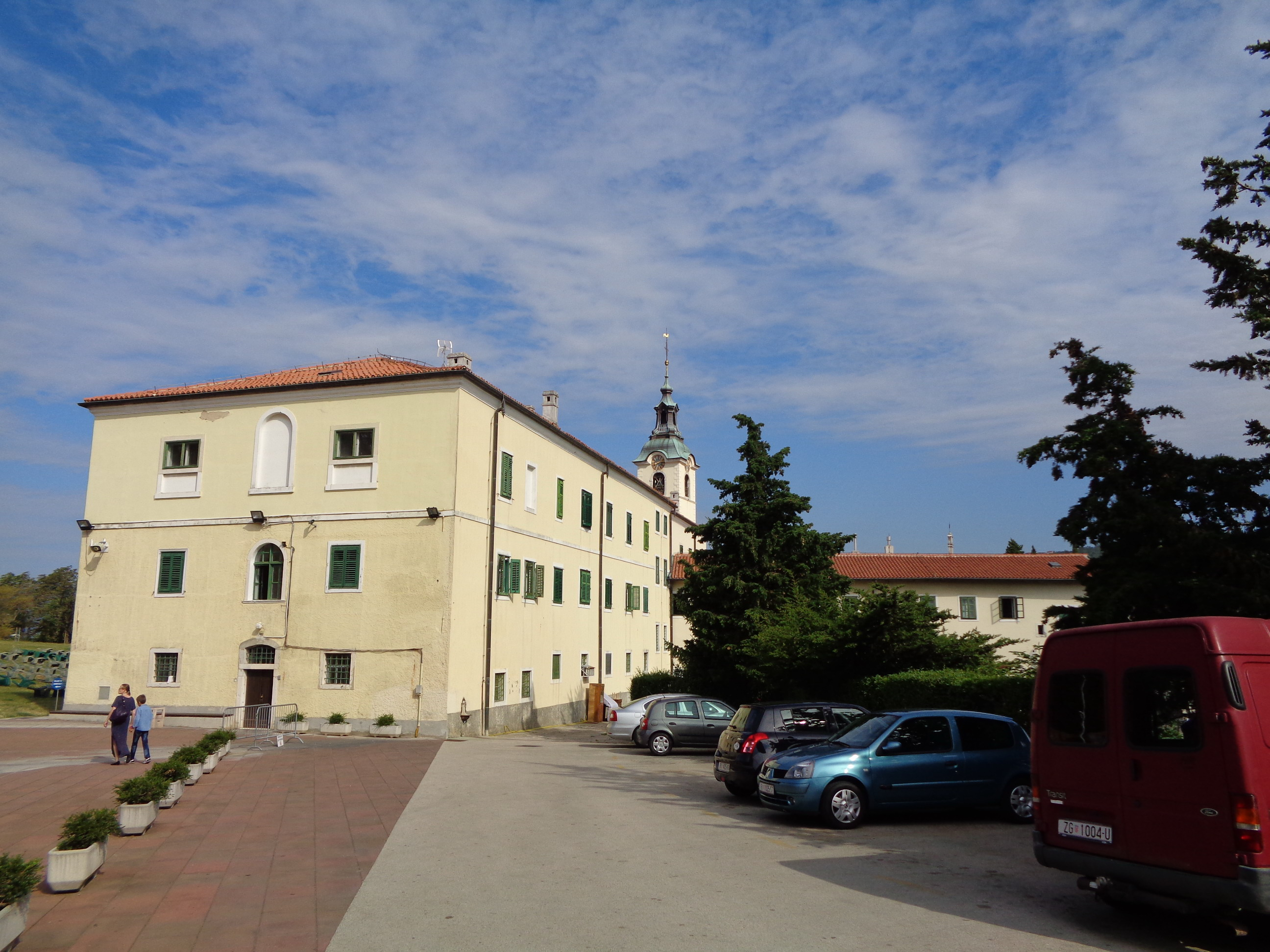
Église Notre-Dame de Trsat, côté cour.
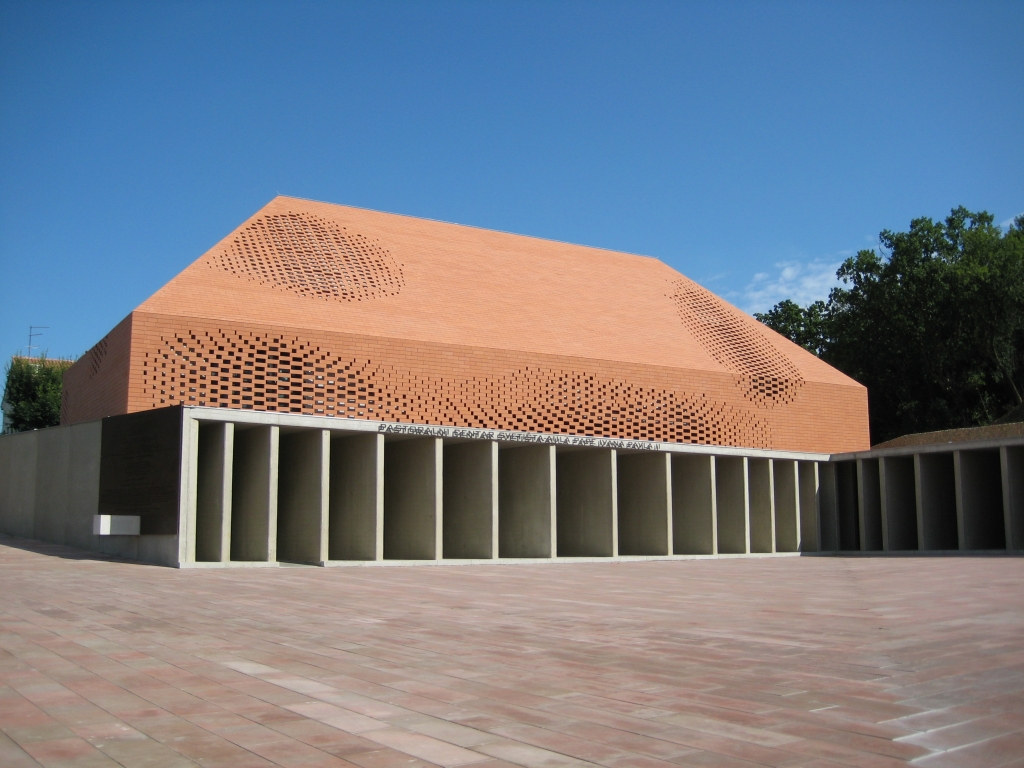
Centre pastoral de Trsat.
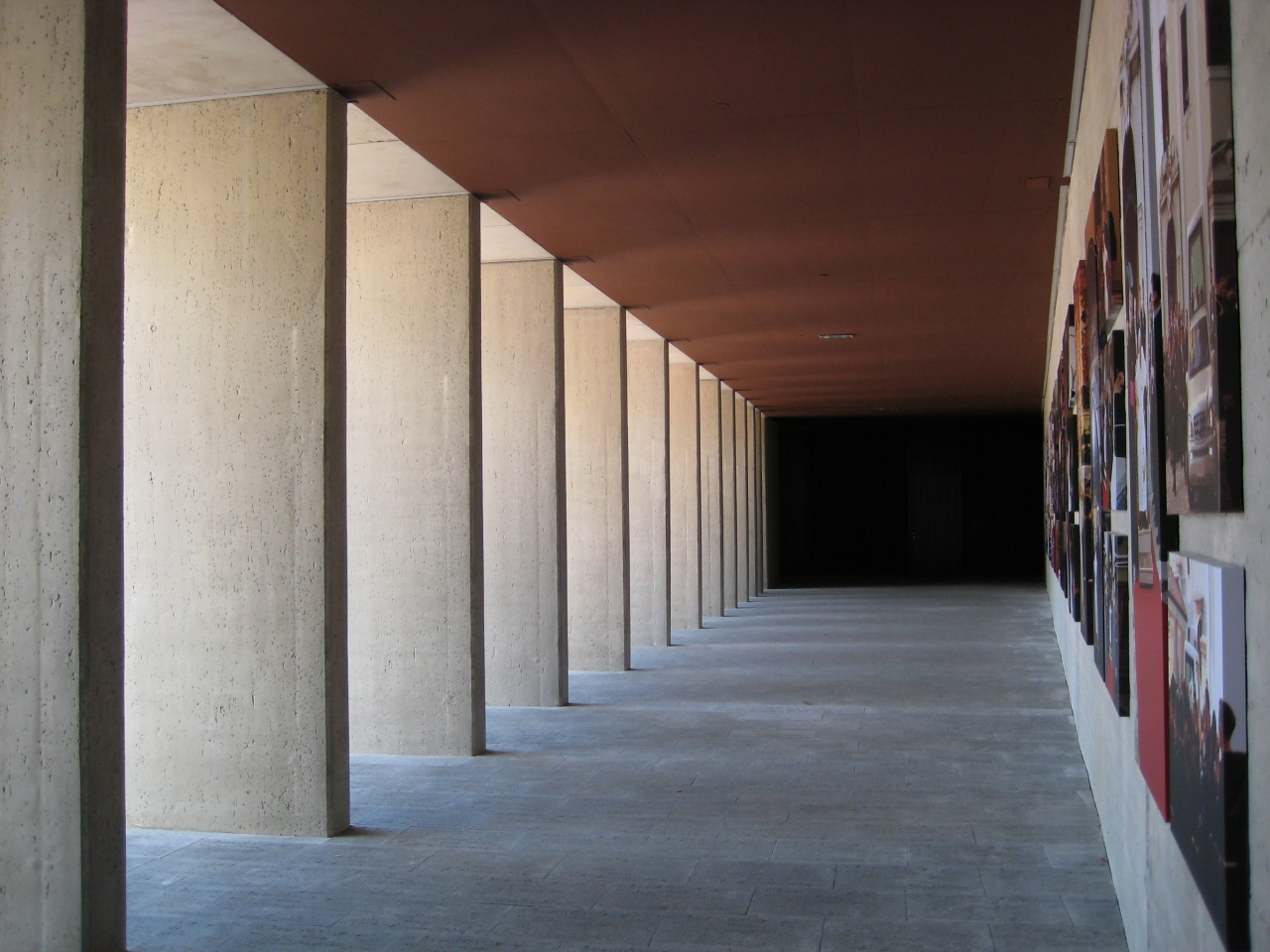
Arcades du centre pastoral.

 Au-dessus de la Cité, sur le rocher, une ancre et une lanterne :
La main dans la tempête, Tu es notre salut.
À jamais, Tu pries pour nous la grâce de ton Fils,
Ton Kvarner brille dans le bronze des cloches :
Salve Regina ! 

## Historique
Le centre du complexe est le sanctuaire de Notre-Dame de Trsat, imprégné de Marie de Trsat, d'une force et d'un attrait particuliers. Ce sanctuaire familial tire ses origines de la tradition qui parle de la petite maison dans laquelle Marie est née, transférée par des anges à Trsat (1291-1294) avant son arrivée à Loreto en Italie. Par conséquent, Trsat est souvent appelé le Nazareth croate. C'est depuis longtemps le sanctuaire le plus populaire pour les marins de la baie de Kvarner. C'est aussi le centre spirituel de toute la Croatie occidentale. Son histoire est antérieure à l'arrivée des franciscains, mais cette période est chargée de légendes. Les franciscains, tout au long de leurs siècles de résidence, ont géré le sanctuaire selon les règles strictes de leur ordre, qui est fermé au public. Le monastère franciscain de Trsat est le plus connu de la Croatie occidentale.
Selon la légende, le 10 mai 1291, la petite maison de Nazareth dans laquelle la Bienheureuse Vierge Marie vécu, est apparue sur le plateau où se trouve aujourd'hui le monastère franciscain. C'était aussi la maison où l'acte d'Annonciation et d'Incarnation du Christ a eu lieu. Les anges l'ont transférée de Nazareth à Trsat. Elle y fut conservée jusqu'au 10 décembre 1294, date à laquelle les anges la transférèrent à nouveau à Lorette, dans les Marches en Italie, près d'Ancône, où elle se trouve encore aujourd'hui comme sanctuaire de la Santa Casa. Une interprétation rationnelle de la légende nous offre une histoire complexe qui a été vérifiée scientifiquement dans certains de ses aspects.
La petite maison de Nazareth est devenue un sanctuaire même au temps des apôtres. Lors de l'invasion arabe, le sanctuaire a été détruit, mais les croisés l'ont reconstruit au XIIIe siècle. Au temps des Croisades, des reliques ont été enlevées de la Terre Sainte. Les premiers croisés à le faire furent les moines, notamment le célèbre ordre de combat des chevaliers-templiers, appelé « božjaci » en croate. Dans l'interprétation médiévale, les moines impliqués dans la sauvegarde des reliques étaient identifiés aux anges. Mais en 1291, Acra, le dernier bastion des croisés, tombe.
Sur la liste de dot de Margaret Angeli, la fille du despote d'Épire, Nycephore, se trouve la relique de la sainte maison, c'est-à-dire « les pierres saintes de la maison de Notre-Dame ». Cela s'est produit en 1294 juste avant son mariage avec Philippe II l'Angevin (d'Anjou, latin De Angelis, rappelant les anges). À cette époque, les Angevins, souverains de Naples, faisaient d'abondantes donations  aux régions croates afin d'arriver à une position dominante sur le trône hongro-croate (la Croatie et la Hongrie étant unies depuis le traité Pacta conventa conclu en 1102). Les zones côtières les attiraient particulièrement, en tant que tête de pont vers l'intérieur, plus influencé par leurs rivaux, les Arpadovići. Les nobles féodaux croates, tout en soutenant les Angevins, avaient intérêt à limiter l'ascension soudaine de Venise, qui reflétait également les intérêts de Rome. Les Frankopans, les maîtres féodaux de la région, étaient des alliés des Angevins dans leur lutte pour le trône hongro-croate. Le rôle des Frankopans fut crucial dans la genèse et la portée éventuelle du culte de Notre-Dame de Trsat. Ils ont été impliqués dans des actions précédant l'émergence du culte à Trsat. En effet, après que la Sainte Maison ait été amenée de Terre Sainte par les croisés, Nikola Frankopan envoya une délégation à Nazareth pour mesurer les fondations car il n'avait vraisemblablement que les pierres en sa possession et non l'ensemble des murs. Il a ensuite reconstruit la Sainte Maison et la famille Frankopan l'a ensuite donnée au Pape. Étant donné que les terres papales les plus proches se trouvaient près d'Ancône, la Maison y a été expédiée et placée à Loreto.
La chapelle puis la basilique Notre-Dame de Trsat ont également été fondées par les Frankopans, ces princes croates devenus les Frangipani en Italie. La tradition attribue la construction de l'église à Nikola I Frankopan en 1431 ; elle fut agrandie et complétée par ses descendants. En 1453, le prince Martin Frankopan ajoute une nef pour abriter une peinture de Marie, qui aurait été offerte par le pape Urbain V en 1367, et qui aurait été peinte par Luc. Martin a ensuite construit le monastère à côté de l'église, occupée depuis 1468 par les Franciscains, les gardiens du culte, et qui attire de nombreux fidèles. En 1644, une nouvelle nef est ajoutée à l'église, alors agrandie et refaite dans le style baroque grâce aux apports des congrégations  et des princes Frankopans. Plus tard, l'église a encore été agrandie à plusieurs reprises jusqu'en 1824.
À l'époque, les voies de communication les plus sûres entre le Levant et l'Europe étaient les routes maritimes le long de la côte orientale découpée de l'Adriatique. Ancône, près de Lorette, était alors le principal port papal et aussi l'un des ports les plus importants reliant les deux rives de l'Adriatique. Il y avait une diaspora croate dans cette ville italienne, qui a été renforcée au XVe siècle par des réfugiés fuyant les Turcs. Enfin, des fouilles archéologiques dans la maison de Notre-Dame de Lorette ont confirmé l'idée qu'elle a été transférée de Trsat avec les croisés.
En 1691, le monastère est reconstruit après un incendie. L'intérieur de la cathédrale a alors été complètement reconstruit. Les travaux se sont achevés au milieu du XVIIIe siècle. En 1726, un nouveau sanctuaire est construit au-dessus de la crypte, donnant à tout l'espace le luxe de la décoration du plafond.
Une nouvelle contribution artistique est apporté à l'église par Vladimir Kirin (1894-1963), avec cinq images sur les dalles de marbre verdâtre dont le sanctuaire est bordé. Puis c'est au tour d'Ivo Režek (1898-1979) d'apporter sa contribution en dépeignant les 14 stations du chemin de croix en technique de fresque.
Au cours de l'Histoire, un des gardiens du monastère de Trsat a été Franjo Glavinič (1585-1652), l'éminent expert en glagolitique et écrivain de livres en croate, latin et italien.

## Style architectural
Diverses influences stylistiques et historiques se retrouvent sur l'église d'aujourd'hui. La façade est un mélange spécifique de strates de différents styles appliqués ici plus tard qu'en Italie. Il y a des vestiges d'embellissements glorieux et des reconstructions commerciales, caractéristiques de la Croatie. Ce mélange appartient à l'art Biedermeier, car il reflète fidèlement cette période d'affirmation de la conscience nationale et du goût civique. Il est apparu lors du dernier agrandissement de l'église en 1824. Le clocher a été construit par le constructeur local Jakov Matković dans la tradition baroque. Le même style se retrouve dans le pignon, mais accentué et ondulé. Matković a habilement intégré à la façade du clocher une fenêtre ancienne décorée d'un motif de cordage gothique tardif finement sculpté. Le véritable style classiciste ne peut être discerné que dans la dissection de la façade avec des pilastres (demi-colonnes) à chapiteaux composites. Un bas-relief peu profond de légumes est inséré dans le plâtre. S'étendant symétriquement à l'entrée du monastère, la façade suggère faussement un intérieur à trois nefs.
D'anciens portails du XVIIe siècle ont été utilisés pour les entrées latérales de la nef nord et du monastère. D'un style différent, elles offrent une impression haute Renaissance, voire maniérée. La poutre supérieure de l'autel latéral droit est ornée de lions rampants rompant le pain, ce qui est l'un des blasons des Frankopans, les maîtres féodaux de Trsat, les plus grands bienfaiteurs et fondateurs du monastère. Le motif de l'étoile à six pignons de l'autel latéral droit, qui apparaît à plusieurs endroits dans le décor de la façade, est en fait le blason original des Frankopan. Ainsi, la reconstruction « Biedermeier » du sanctuaire de Trsat est un exemple précoce de l'expression d'une conscience nationale éveillée à travers l'architecture. Cela s'applique également au Château de Trsat (en) voisin.
Des colonnes gothiques de la première moitié du XIXe siècle ont servi de support à la galerie du chœur actuel, en dessous de laquelle on pénètre dans l'église. Bien que les Frankopan aient déjà construit la première église sur le site à la fin du XIIIe siècle, les premières parties de l'édifice actuel datent du XVe siècle. Le prince Martin Frankopan, avec la permission du pape Nicolas V, a fait construire une nouvelle église et un nouveau monastère. Puis il a fait venir les franciscains de Bosnie, du vicaire bosniaque, en 1453. L'église de Martin était typique du gothique tardif, avec une nef unique et avec un sanctuaire rectangulaire. Ses vestiges antiques et son intérieur ont été conservés dans les parties inférieures des murs du sanctuaire et, dans l'église, sur la partie du mur sud reliée au cloître. Le mur sud d'origine s'étendait du sanctuaire à l'autel de Saint Nicolas, l'entrée la plus proche de l'église. De l'autre côté, les vestiges de l'ancien mur nord sont cachés dans les colonnes massives qui séparent la nef principale de la nef plus petite. Lors de la reconstruction baroque au XVIIe siècle, les Frankopans ont ordonné aux franciscains de le réaliser avec soin afin de ne pas perturber le sanctuaire d'origine.
L'autel de saint François d'Assise est le premier d'une série d'autels dans la nef nord (côté gauche). Le Baron Franjo Čikulini de Podsused et Stubica, comte impérial, vendeur et évêque titulaire de la ville de Skopje (it), a érigé l'autel d'origine au début du XVIIIe siècle. Il est enterré sous l'autel, selon l'inscription au-dessus du chapiteau en face de la colonne. En 1725, l'autel d'origine est remplacé par l'actuel. Les sculptures de l'autel latéral de saint Pascal et de saint Bernardin de Sienne datent de cette époque. Elles sont gravées dans du bois à l'imitation du marbre. La peinture de la stigmatisation de saint François a été achevée en 1891, tandis que la peinture originale de l'autel est conservée au monastère.
En 1624, le baron Stjepan della Rovere, alors gouverneur féodal de Rijeka, fait construire la chapelle originale comme caveau familial. L'inscription sur la dalle au-dessus de l'autel de Sainte Anne et l'ancien autel de Saint François en témoignent. L'inscription sur la dalle sous l'autel, en face, insérée dans le mur séparant les nefs principales et latérales, confirme également que le baron et les membres de sa famille y sont enterrés. La chapelle est intégrée à l'unique nef gauche de l'église, vingt ans après son achèvement.
De l'autel de la chapelle d'origine, ont été conservés les tableaux de Notre-Dame et Sainte Anne avec des membres de la famille della Rovere et leurs saints patrons, Saint Stephen (le baron), Sainte Anne (la baronne), Saint Ferdinand  et Saint Friedrich (les fils du baron). Aux pieds du bienfaiteur se trouve la clé de la ville de Rijeka. Le peintre est Giovanni Pietro Telesphoro de Pomis (en), un Italien travaillant à la cour de l'archiduc Ferdinand à Graz. Ce représentant typique de l'humanisme italien s'occupait aussi de l'architecture et de la fonte des médailles. En peinture, il suit les peintres maniéristes vénitiens. Un siècle après avoir été peint, le tableau est intégré à l'autel gravé sur bois d'aujourd'hui. Sur les socles latéraux de l'autel, à côté des colonnes torsadées, Saint Jean de Capistran et saint Bernardin de Sienne sont représentés en taille sculpturale.
Petar Kružić, l'un des plus grands chefs militaires croates et l'un des plus grands bienfaiteurs du monastère, ordonne la construction de la chapelle d'origine sur le même site en 1531. Elle a également été intégrée à la nef latérale gauche intégrale lors de la reconstruction baroque de la première moitié du XVIIe siècle. L'autel en bois sculpté avec la peinture du Christ remettant les clés à Saint-Pierre et l'affichage des âmes du purgatoire date de 1723. Des sculptures latérales avec des plis de draperie, comme si elles se déplaçaient dans la brise, représentent Saint Paul l'Apôtre et Saint Jérôme. L'autel a été érigé grâce à la donation de Petar de Denaro, gouverneur impérial du port de Bakar et conseiller de la chambre de la cour à Graz.
À gauche et à droite au pied de l'autel, il y a des dalles funéraires de Nikola VI Frankopan de Trsat, mort en 1523, et de son épouse Élizabeta Petuhi de Gerse, décédée en 1513. L'ornementation faite de végétation et de dauphins dans la garniture de l'épitaphe de Nikola sont des caractéristiques de la Renaissance. Dans la crypte sous l'autel, plusieurs évêques de Senj et Modruš (Smoljanović, Mariani, Agatić) ont été inhumés, ce qui souligne clairement l'importance du sanctuaire de Trsat dans ce diocèse. La tête de Petar Kružić aurait été déposée dans la crypte de la chapelle Saint-Pierre, ce qui est confirmé par le contrat de sa sœur Jelena, qui a acheté sa tête aux Turcs, à Klis, pour cent ducats.
Elle est ajoutée comme abside de la nef latérale en 1691 à partir d'une fondation fournie par Franjo Frankulin, vice-capitaine du port de Bakar et du château de Grobnik, qui assura, par ce bienfait, une sépulture privilégiée à sa famille. L'autel en marbre existant date de 1761. La peinture de l'autel est attribuée à Christophor Tascha, peintre né à Bergame et élevé à Venise. Il était actif dans les régions de part et d'autre de la frontière Vénito-Habsbourg au début du XVIIIe siècle. Il était particulièrement populaire parmi les franciscains de Trsat à Karlobag. Il excelle dans la peinture grand format pour le monastère de Trsat et la cathédrale de Krk. L'inscription sur la dalle funéraire témoigne du fait que les franciscains de Trsat étaient enterrés dans la crypte depuis des siècles. Ici reposent également les restes du rénovateur du sanctuaire de Trsat, le père Franjo Glavinić (hr), qui a agrandi le monastère, et du peintre de Trsat, le père Serafin Schön. Les figures en bas-relief du sculpteur de Rijeka Zvonimir Kamenar les rappellent.
L'autel en marbre de Saint Michel est situé dans la nef principale, à gauche de l'arc de triomphe du Sanctuaire. Cette excellente maçonnerie a été achevée au début du XVIIIe siècle grâce à des fonds provenant du testament de l'évêque de Senj, Sebastian Glavinić. L'excellence artistique se reflète dans l'habile composition de différentes sortes de marbres unis et multicolores. Une représentation miniature de saint Michel tuant le diable dans le médaillon central de l'antependium est particulièrement belle[non neutre]. En 1631, le Suisse Serafin Schön a peint une représentation des archanges Michel, Gabriel, Raphaël et le petit Tobie avec des membres des hiérarchies angéliques avec la Très Sainte Trinité au-dessus. Ce peintre et franciscain est venu à Trsat vers 1630 sur invitation, presque immédiatement après le grand incendie qui ravagea le monastère. Séjournant à Trsat pendant plusieurs décennies, il laissa un grand nombre d'œuvres au monastère. Ses peintures sont facilement reconnaissables par des figures gracieuses, allongées et maniérées de teint clair dans des habitudes de tissu léger. Le peintre a particulièrement soigné la figure de Saint Michel, le protecteur du Père Mihovil Kumar, alors provincial de la province franciscaine de Bosna -Croatie et à l'origine de la rénovation grandiose du monastère. L'arc de triomphe du gothique tardif est le vestige le plus significatif de l'art architectural moulé de l'époque de la construction de l'église et du couvent franciscains dans la seconde moitié du XVe siècle. Le grand tableau de l'Annonciation dans la lunette au-dessus de l'arc de triomphe a été peint par Christophor Tascha à l'aide d'une lourde palette vénitienne en 1714. Il a habilement intégré le transfert de la petite maison sainte dans la scène de l'Annonciation. Le baron Franjo Ignacije Androcha est représenté comme le donateur dans un tableau spécial sous l'Annonciation. La grille en fer forgé entourant le sanctuaire a été donnée par l'évêque Martin Brajković de Senj en 1707. La grille est richement décorée d'ornements de feuillage et de figures angéliques sur la base en forme de coquille d'escargot. Elle est considérée comme étant l'une des meilleures œuvres d'art de ce genre de la période baroque croate.
L'église a été reconnue pendant des siècles comme l'un des lieux de sépulture les plus privilégiés de la région. La crypte sous le sanctuaire était réservée aux Frankopans. C'est également le site de l'église originale, pré-franciscaine. De plus, la relique de la petite maison Notre-Dame y a été conservée pendant trois ans au XIIIe siècle. La dalle funéraire est assez usée et recouverte d'un tapis pour protéger le relief et l'inscription. Les fondateurs du monastère, Martin Frankopan, sa femme Doroteja et leur neveu Bartol, reposent cette crypte depuis la seconde moitié du XVe siècle. Une inscription fait référence à l'inhumation de Bartol, tandis que le couple est représenté dans un bas-relief. Sous le couple, il y a un écu  avec une étoile à six branches, ancien blason des Frankopan.
Nikola IX Frankopan, un temps proscrit par les Croates et mort à Vienne en 1647, y est aussi inhumé dans le sarcophage familial. La dynastie Frankopan, l'une des deux plus grandes dynasties de l'histoire croate, a été honorée dans le folklore croate longtemps après la fin de son règne. Une légende locale, liée au sanctuaire, parle du cheval d'or miraculeux de Saint Martin, dont les Franciscains utilisaient une partie en cas de besoin, mais qui repousserait. Au milieu du XXe siècle, la châsse est pavée de marbre verdâtre et décorée d'un cycle de peintures : Le transfert de la Sainte Maison, le couronnement de la figure de la Bienheureuse Vierge Marie le 8 septembre 1715, le vœu de Petar Kružić, le prince Nikola Frankopan envoyant ses émissaires à Nazareth et l'étoile de la mer. Ils ont tous été réalisés par le peintre de Zagreb Vladimir Kirin. Le peintre de Split Josip Botteri Dini a décoré le sanctuaire de vitraux en 1993 et 1994. La porte gothique sur le mur à droite du sanctuaire mène à la sacristie.
Le maître-autel monumental en marbre a été offert au sanctuaire par le frère du prieur de l'époque, le juge de Zagreb Ivan Uzolin. Il est attribué à l'atelier du maître Giovanni Pacassi de Gorica. Au centre de l'autel, se trouve une copie du célèbre triptyque de Notre-Dame de Trsat, dont l'original est aujourd'hui conservé dans le trésor du monastère. Le tableau est couronné d'ex-voto. Dans les niches latérales, il y a des sculptures pleines de Saint François et de Saint Jean . Le grenier de l'autel est richement décoré d'architecture artéfacts  culturels et figuratifs. L'utilisation de marbres multicolores et d'incrustations de marbre rehausse l'opulence de l'autel. De petites figures en marbre sont également incorporées, représentant la stigmatisation de saint François sur le chambranle de la porte et Notre-Dame avec le Christ sur l'Antependium. Deux passages voûtés aux huisseries en bois peint permettent à une procession de se déplacer autour de l'autel. L'espace derrière l'autel servait autrefois au dépôt des offrandes votives.
L'actuel autel incrusté de marbre de Sainte Catherine, à droite de l'arc de triomphe, a été érigé au XVIIe siècle. C'est le troisième, après un autel gothique et un autel baroque primitif. Il a été donné par Ana Sorsiana, née Petreković. L'autel gothique ne diffère que par le détail de l'autel opposé de saint Michel . Le tableau central montre Sainte Catherine avec les martyrs. Il a également été peint par le père Serafin Schön. La martyre d'Alexandrie est également exposée devant l'autel par la technique de l'incrustation.
Sur l'autel en bois gravé et polychrome de saint Jean Népomucène sur le mur sud de la nef principale, le saint est affiché à l'intérieur du baldaquin soutenu par de petits anges. Il est entouré des sculptures des saints franciscains : saint François Solano et saint Pierre d'Alcántara sur les côtés, et saint Pascal sur la peinture de l'autel. Cet autel a été consacré en 1727. Comme les autres autels gravés sur bois de cette église, il a été réalisé dans un atelier franciscain d'origine slovène (Kranj) aux influences sud-tyroliennes. Les franciscains de Trsat étaient liés à la Carniole (Kranjska) au XVIIIe siècle. Cet atelier a laissé un nombre important d'œuvres sur Trsat, car ses maîtres y étaient actifs dans les années 1720. Conformément à la mode de l'époque, ces autels étaient gravés dans le bois et peints de manière à imiter des autels incrustés de marbre beaucoup plus chers.
La chaire a été réalisée dans le même atelier en 1726. La corbeille est pentagonale et les bords des côtés pleins sont accentués par des balustrades. Le monogramme de Marie se trouve dans la garniture centrale du parapet. La composition est couronnée par un baldaquin avec une sculpture pleine d'un ange soufflant et jouant de la trompette. Le chambranle de la porte menant au couloir du monastère est orné de bas-reliefs, tandis que le motif central est le monogramme du Christ.
Saint Nicolas, le saint patron des marins était célébré dans cette église dès le début du XVIe siècle. Sur le mur latéral droit, l'autel en bois qui lui est consacré a été rénové dans la première moitié du XVIIe siècle, tandis que le tableau de Saint-Nicolas avec ses disciples est l'œuvre du père  Serafin Schön, qui a laissé une grande œuvre à Trsat en la première moitié du XVIIe siècle, telles que les œuvres situées sur les autels en marbre à gauche et à droite de l'arc de triomphe du sanctuaire. Elles sont reconnaissable aux figures maniéristes allongées des draperies aériennes. La signature du peintre se trouve sur le livre entre les mains du saint. Saint Bonaventure est dans le bas-relief au-dessus de l'autel au sommet d'un nuage. Sur le piédestal de gauche, il y a une sculpture pleine d'un saint évêque, tandis que saint Antoine de Padoue est affiché sur la droite. Le calvaire sur le mur de l'église, peint selon la technique de la fresque dans les années 1960, est l'œuvre d'Ivan Režek de Varaždin. Les bancs de la nef principale datent de 1886 et le confessionnal de 1981. On ne voit le monastère que par la petite porte du mur sud de l'église, située entre la chaire et l'autel de Saint-Nicolas. Cristophoro Tasca de Bergame a peint la Grande Chute de l'Annonciation au-dessus de l'arc de triomphe.
Le treillis en fer forgé qui ferme le sanctuaire a quant à lui été offert en 1705 par l'archevêque de Senj, Petar Brajković, tandis que le maître-autel monumental en marbre a été offert en 1695 par le juge de Zagreb, Ivan Uzolin.
On peut entrer dans le cloître principal par une entrée spéciale sur le côté de la façade de l'église ou par la porte latérale venant de l'église elle-même. Il a été achevé dans le cadre de la reconstruction baroque globale à la fin de la première moitié du XVIIe siècle. Il est intéressant de noter qu'il n'a jamais fait partie de l'enceinte, mais a été conçu et utilisé comme une partie ouverte du monastère, un lieu où les pèlerins pouvaient se reposer et se rafraîchir. De massives colonnes plâtrées et des voûtes croisées donnent une impression durable de l'art baroque continental. La couronne cylindrique de la citerne (« šterna »), comme d'autres moulures architecturales en pierre de cette période à Trsat, présentent toutes les caractéristiques de la forme d'art maniériste. Le cloître, après sa rénovation à la suite de l'incendie de 1629, fut orné par Serafin Schön d'une série de fresques représentant des scènes de la vie de Notre-Dame. Les fresques d'origine, assez abîmées, ont disparu lors de deux restaurations excessives aux XIXe et XXe siècles. Cependant, les motifs du peintre et l'interrelation des personnages ont été préservés. Le cycle commence par l'Annonciation, à côté de l'entrée principale du vestibule de la sacristie. En longeant le cloître, on arrive au passage menant à une petite cour dans laquelle une chapelle en forme de portique avec des fenêtres à bougies ont été récemment aménagées. De cette cour, on accède à la chapelle des ex-voto, destination incontournable au sein de l'ensemble monastique.
La chapelle des ex-voto est la seule nouvelle partie du complexe monastique. Elle a été construite au début du XXe siècle. Les témoignages de diverses délivrances et guérisons miraculeuses issues des prières de Notre-Dame de Trsat sont présents. Il s'agit notamment de plusieurs sculptures en bois gravées, d'argent et d'autres offrandes votives, de peintures naïves décrivant des événements réels, d'expositions votives de navires secoués par la tempête, de béquilles abandonnées et d'autres aides. Les scènes d'enfants miraculeusement sauvés d'un danger mortel sont particulièrement impressionnantes. Les dons reflètent fidèlement l'importance internationale du sanctuaire de Marie à Trsat. Les expositions sont continuellement modifiées et complétées. L'excellente sculpture gothique de Notre-Dame de Slunj du XVe siècle domine la chapelle. Craignant l'invasion turque, les franciscains ont d'abord caché la sculpture à Senj puis à Trsat. Elle a été conservée dans le sanctuaire de l'église de Trsat pendant des siècles. Dans la seconde moitié du XXe siècle, la majorité des offrandes votives étaient exposées sur le mur de l'église.
La chapelle Saint François d'Assise a été conçue et construite en 1647, dans le cadre du programme de construction de la fin de la première moitié du XVIIe siècle. Financée par Matija Rakamarić, elle est située à l'angle du Grand Cloître, à côté du passage menant à la cour devant la Chapelle des Ex-voto. Le retable baroque actuel (un cadre élaboré s'élevant derrière l'autel et renfermant un panneau décoré de peintures, de sculptures ou de mosaïques), réalisé en 1724, est l'œuvre de l'atelier de gravure sur bois franciscain actif à Trsat à cette époque. Le bas-relief central représentant la stigmatisation de saint François est bordée d'un riche cadre gravé en bois. Le cycle du Calvaire a été peint par Nenad Petronio de Bakar. La boutique de souvenirs et le bureau d'information de la guérite se trouvent dans une aile du cloître principal. En continuant le long de l'aile sud-ouest, on accède au vestibule et à la sortie du monastère.
Le vestibule du cloître principal (porte de sortie) est orné d'une sculpture de Notre-Dame et de la seule fresque originale de Schön conservée de la première moitié du XVIIe siècle. La scène de la lunette sous la voûte, au-dessus de l'entrée du cloître, représente Notre-Dame comme la Reine Céleste avec l'Enfant Jésus dans ses bras. Saint François et Saint Michel sont affichés à côté de Notre-Dame. La fresque a été découverte par hasard sous du plâtre lors de la rénovation du monastère dans les années 1960. Du vestibule, on accède au jardin devant la façade de l'église, avec le calvaire, le jardin de Marie, le centre pastoral « Aula Ivana Pavla II », les « marches de Trsat », la Gradina de Trsat (colline fortifiée) et d'autres attractions dans les environs du monastère.
La Sacristie est située à côté du Sanctuaire. Son vestibule est à l'emplacement de l'ancienne sacristie dans laquelle on trouve deux casiers solides pour les vêtements liturgiques et les vases. Les inscriptions les datent de 1661 et 1678. Le dernier a des renforts métalliques plus ornés, tandis que le casier antérieur, gravé sur bois, est plus richement décoré de forme baroque et de lésènes ornementales (bandes verticales sur le devant). L'armoire de la sacristie pour garder les ostensoirs et la petite armoire contenant la liste des messes sacrées du XVIIIe siècle, excellent en intarsia somptueuse. Le lavabo en pierre de la sacristie est une œuvre d'art du gothique tardif pleine de détails stylistiques : têtes de colonnettes, poutres profilées, monogramme du Christ gravé en écriture gothique, sculpture trilobée ornée de dents. La gravure peu profonde de la date (1668) a été ajoutée plus tard. Elle se réfère très probablement à l'époque de son insertion dans l'ancienne sacristie. Elle a été transférée dans la nouvelle sacristie au milieu du XXe siècle.

## L'image miraculeuse de la Bienheureuse Vierge Marie

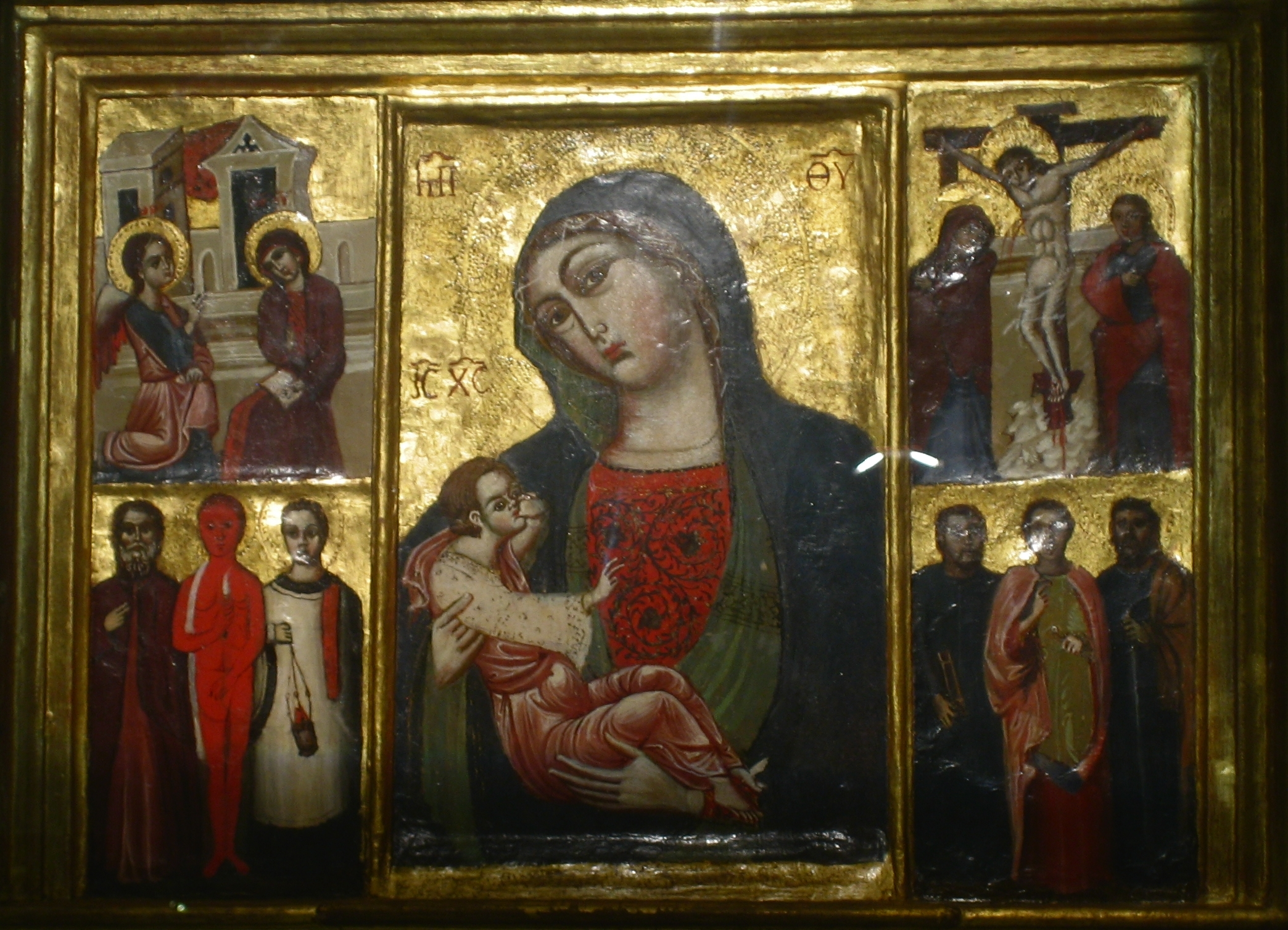
L'image miraculeuse de Notre-Dame de Trsat. L'original est conservé dans le trésor du monastère de Trsat.

En raison de la perte de la Sainte Maison, en 1367, le pape Urbain V envoya une image miraculeuse de la Mère de Dieu nommée « Mère de Miséricorde » aux habitants inconsolables de Trsat.
La tradition dit que le tableau a été peint personnellement par Saint Luc l'évangéliste. Il est réalisé sur une planche de cèdre et divisé en trois champs. En raison de la vénération qui lui est témoignée, l'image reçoit d'une couronne d'or véritable le 8 septembre 1715 et la cérémonie de son couronnement eut lieu sous les auspices du Parlement croate. C'est la première image de Marie en dehors d'Italie couronnée par un pape. La « Mère de grâce » a une signification exceptionnelle dans la création du culte de la Vierge Marie à Trsat. Déjà au XVe siècle, le Saint-Père accorde un pardon spécial à ceux qui la visitent. L'image est encore appréciée aujourd'hui en raison de la grâce que Marie accorde à ses fidèles. Elle se dresse sur le maître-autel et est sortie de l'église lors de diverses processions, comme lors de la fête de Notre-Dame de Trsat ou de l'Assomption de la Bienheureuse Vierge Marie.
L'image miraculeuse de la « Mère de Miséricorde » est divisée en trois champs verticaux. Dans le champ central, le plus grand, se trouve Marie qui allaite et nourrit Jésus. Le doux regard de Marie est dirigé vers Jésus mais aussi vers le spectateur du tableau. L'Enfant Jésus a un regard sérieux et lève la main en signe de bénédiction. Dans la partie supérieure des champs latéraux gauche et droit sont représentés les événements les plus importants de l'histoire du Salut : l'Incarnation (Annonciation) et la Rédemption. Cette dernière est représentée sous la forme iconographique traditionnelle de « deisis » – une représentation de la mort rédemptrice du Christ sur la croix, devant laquelle l'Église, à travers Saint-Pierre, est représentée. Jean, le plus jeune apôtre, a laissé Marie comme Mère. Les témoins de l’Église sont représentés dans la moitié inférieure des champs gauche et droit de l’image. Ce que Jésus a prêché, les disciples l’ont continué. À droite, il y a les apôtres de Saint Pierre, Saint Jean et Saint Paul. Sur le côté gauche, se tiennent un saint évêque inconnu (très probablement saint Nicolas), saint Barthélemy (il est rouge car sa peau a été écorchée pendant son martyre) et Saint Étienne, diacre.

## Sculpture du pape Jean Paul II -Le Pèlerin de Trsat
Sur le site du sanctuaire est installée la statue en bronze réalisée par le sculpteur Antun Jurkić et représentant Jean-Paul II en train de prier agenouillé devant l'image de Marie (peinture offerte au Sanctuaire par le pape Urbain V). Cette œuvre a été baptisée Le Pèlerin de Trsat (Trsatski hodočasnik en croate) en l'honneur de la troisième visite pastorale effectuée par le Saint Pape en Croatie. La statue a été placée devant le sanctuaire marial de Trsat le 10 mai 2005. L'œuvre a été dévoilée par l'archevêque de Zagreb et président de la Conférence épiscopale croate, le cardinal Josip Bozanić. C'est la première sculpture au monde dédiée à Jean-Paul II à être inaugurée après sa mort.
Le texte suivant est gravé en langue croate sur la sculpture :
« Le jour de la Pentecôte, 8 juin 2003.

Ce sanctuaire marial
il a été visité par le pape Jean-Paul II
lors de son troisième voyage pastoral en Croatie

son centième voyage et jubilaire au-delà des frontières de l'Italie »
La phrase suit (écrite en plusieurs langues)
« Priez pour moi tant que je suis vivant et quand je suis mort. »
Telles sont les paroles prononcées par le Pontife lors de son séjour au Sanctuaire marial.